# Wełyki Prochody
Wełyki Prochody (ukr. Великі Проходи) – wieś na Ukrainie, w obwodzie charkowskim, w rejonie charkowskim, w hromadzie Derhaczi. W 2001 liczyła 1003 mieszkańców, spośród których 204 wskazało jako ojczysty język ukraiński, 798 rosyjski, a 1 ormiański.

## Urodzeni
- Władimir Szalimow